# Дворняги (сериал)
Дворняги/Ублюдки (англ. Mongrels) — британская кукольная комедия положений, впервые показанная на BBC Three между 22 июля и 10 августа 2010 года, включая эпизод «фильм о фильме», показанный 11 августа 2010. Второй сезон сериала стартовал 7 ноября 2011 года.
Сюжет сериала разворачивается вокруг пяти антропоморфных животных, которые обитают на задворках Лондонского паба.
Используются такие юмористические приёмы, как буффонада и фарс. Шоу ориентировано на взрослую аудиторию и содержит большое количество ненормативной лексики. Сатирически обыгрываются кастрация, энурез, каннибализм, смерть, употребление психоактивных веществ (кошачьей мяты). К примеру, первый эпизод начинается с того, что Марион пытается сделать искусственное дыхание своей упавшей с лестницы пожилой хозяйке, а узнав, что она мертва уже четыре месяца, разрешает своим друзьям-кошкам съесть её труп. Дворняги также были обвинены в плагиате за то, что якобы украли идею похожего сериала Pets.
18 января 2012 в Твиттере появился пост об отмене 3 сезона Дворняг на BBC3 по решению Зэйа Беннетта.

## Сюжет
Сериал Дворняги повествует о жизни пяти животных, обитающих за пабом «Лорд Нельсон» в Миллуоллее, на Собачьем острове в лондонском районе Ист-Энд.
Главный герой сериала — Нельсон (лат. Vulpus metrosexualus), лис-метросексуал. Известен как «единственный дикий лис в восточном Лондоне, который читает газеты (включая The Sunday Times)». Нельсон — «городской лис», но сам он себя так никогда не называет.
Дестини (лат. Canis selfabsorbedbitchicus) — афганская борзая, в которую влюблён Нельсон, не проявляет к нему никакого интереса. Она принадлежит хозяину паба «Лорд Нельсон» Гэри (Тони Уэй), который, как и другие появляющиеся в сериале люди, не может понимать, что говорят Дестини и остальные животные.
Марион (лат. Felis retardicus) — слабоумный персидский кот, брошенный уже несколькими владельцами, к которому Нельсон постоянно обращается за советом.
Кали (лат. Aves aggravaticus) — голубка, который любит упиваться несчастьем других. Говорит с «чёрным» акцентом. Ненавидит лис и людей за то, как они обходятся с птицами.
Винс (лат. Vulpus cuntitcus)) — жестокий, вечно ругающийся лис, который считает себя настоящим животным. Почти все его реплики содержат хотя бы одно матерное слово, которое все время покрывается звуком цензуры.
Каждая следующая серия не связана с предыдущей, но имеет повторяющиеся элементы. Во всех эпизодах есть отсылки к основному сюжету, дополняющие шутку. Большинство эпизодов также включают камео как минимум одной знаменитости и шуточную песню.

## Актёрский состав
- Руфус Джонс — озвучивает Нельсона, городского лиса, воплощающего образ типичного представителя среднего класса (кукловод — Энди Хит).
- Дэн Тетселл — озвучивает Мариона, бездомного умственно отсталого персидского кота (кукловод — Уоррик Браунлоу-Пайк).
- Люси Монтгомери — озвучивает Дестини, красивую афганскую борзую собаку (кукловоды — Ричардом Кумбс и Сью Битти).
- Кэти Бренд — озвучивает Кали, циничную и злопамятную уличную голубку (кукловод — Йестин Эванс).
- Пол Кэй — озвучивает Винсента (Винса), жестокого социопатического лиса-сквернослова (персонаж управлялся множеством кукловодов).
- Тони Уэй — исполнитель роли Гари, хозяина Дестини.
- Рут Брэтт — несколько случайных персонажей.

## Создание
Шоу создавалось пять лет. Идея появилась у создателя и руководителя Дворняг Адама Миллера и главного кукловода Энди Хит, когда они работали на детском Шоу Ripley and Scuff.
Миллер описал Дворняг как «ситком для взрослых, который пытается вывести кукольное представление на тот же уровень, на который Симпсоны вывели анимацию. Очевидно, что цели высокие. Думаю, что [мюзикл] Avenye Q ожидает что-то вроде Гриффинов, но с кукольными животными». Также Миллер упоминал, что: «мы хотели сделать что-то, чтобы шло в ногу с американской анимацией, но с британской подачей, то, что было бы для взрослых, но не примитивным»

Основная идея, известная как «Не-Дикий Мир», основана на повествовании о лисе по имени Нельсон, живущем в Брикстоне, который настолько привык к жизни в городе, что совсем позабыл о том, что он животное. Это также относится и к коту Мариону, который, тем не менее, советует Нельсону вести себя как обычное животное.
Во время работы над ситкомом на телеканале BBC Three Адам Миллер нередко присылал свои идеи продюсеру Стивену Маккраму. Одно из замечаний Маккрама касалось того, что Нельсон и Мэрион всё время меняли места обитания. Маккрам настаивал, что лучше всего иметь одно постоянное место для всех персонажей, чем заставлять их переселяться с одного места на другое. Также он предложил Миллеру переработать Нельсона и Мариона и написать сценарий под них. Позже другой автор, Джон Браун, занял место сценариста, и с этого момента правила шоу изменились: животные не должны были носить одежду при условии, что это не флэшбек или песня.
Новый сценарий был отправлен на рассмотрение на BBC. Также создатели прислали продюсерам BBC свою тестовую запись, которая была очень похожа на запись одного их эпизодов Маппет-шоу. Миллер утверждал, что когда вышло Маппет-шоу, от него все были в восторге, потому что это то, что никто никогда ещё не видел, и тогда команда создателей решила: «Зачем изобретать велосипед, вот мы и сделали собственную версию по-британски». Продюсерам это понравилось, но всё же они не до конца понимали, о чём будет шоу. Миллер, Браун и третий сценарист Даниель Пик продолжили писать сценарий в течение четырёх лет. Постепенно пилотный выпуск был отснят, и BBC потребовала от создателей закончить полную серию, предполагая её целевой аудиторией преимущественно взрослых. Несмотря на высокий возрастной рейтинг, Миллер не хотел, чтобы шоу выглядело чересчур сортирным. В конце концов, было выпущено восемь эпизодов, каждый из которых оказался довольно затратным в производстве как для создателей, так и для продюсеров.

### Изменение персонажей
На ранних стадиях работы над сценарием Нельсон был слишком самоуверенным и грубым персонажем. Затем из него решили сделать представителя среднего класса, он стал более метросексуальным и приятным. Прорабатывание Дестини, любовного интереса Нельсона, было испытанием для создателей шоу. Из Кали сделали злодейку, описываемую Миллером как «Гитлер в голубином обличье». Винс частично основан на прошлой — грубой — версии Нельсона.
В невышедшей пилотной серии Мы — Дворняги также присутствовал персонаж Дебби. Дебби — суицидальная курица, которая никогда не покидала курятник. Однако из финальной версии шоу было принято решение вырезать Дебби: из-за привычки не покидать свой курятник она не вписывалась в роль постоянного героя. Другой персонаж — курица по имени Венди, была показана в первой серии как отсылка к Дебби. Оба персонажа имели одного актёра озвучивания: Рута Братта, который в конечном итоге озвучил Венди в точности как Дебби.

### Кастинг
Руфус Джонсон был одним из первых, кто пробовался на роль Нельсона, и после нескольких попыток с другими актёрами он получил эту роль. Первое время Нельсона озвучивал Пол Кэй, впоследствии ставший «голосом» грубияна Винса.
Было принято решение сделать из Мариона иностранца с ярко выраженным акцентом. Речь заходила даже о том, чтобы взять для роли британо-иранского комика Омида Джалили. В итоге его заменили Тетселлом, после прослушивания плохо подготовленной версии иранского акцента. Тетселл описал его голос, как смесь всех акцентов на планете, что дополняло шутку, так как Марион должен был стать персидским котом.

### Куклы
Первая кукла кота Мариона была с полосатой шерстью, однако, на взгляд съёмочной группы, персонаж больше походил на мышь, поэтому куклу пришлось изменить. Образ Мариона был основан на фотографиях комического актёра Джеймса Кордена.
Разные персонажи доставляли множество проблем кукловодам. К примеру, Дестини — самая большая кукла, что делало её управление одним из самых трудоёмких. Так как Марион проводил большую часть времени на груде мусора в мусорном баке, его кукловоду приходилось долго сидеть на дне контейнера. Кукла Кали была самой сложной в использовании, так как у неё не было рук и она мало что могла держать.

### Съёмка
Оригинальное название проекта Мы — дворняги, однако его пришлось изменить по двум причинам, и первая из них отсылала к схожести оригинального названия с другим комедийным шоу на BBC Three — We are Klang. Другая причина состояла в том, что никто из персонажей фактически не был дворнягой. Поэтому был придуман новый подход: удалить заголовки Я, Нельсон; Люди! Везде!; Подлесок и Ни разу не поглаженный. Последние заголовки были удалены после появление ещё одного сценариста — Даниеля Уорда; он также отмечал, что «они звучат как названия к шоу для девственников». В течение всего времени работы над проектом команда называла шоу Дворняги и постепенно это название закрепилось.

Что касается Винса, то первоначально из его речи сценаристами была исключена вся нецензурная лексика, но на стадии записи серий её пришлось вернуть. Когда Пол начал зачитывать свои реплики, вставлялся звук цензуры, чтобы наглядно показать, как это будет выглядеть во время демонстрации.
Шоу также было нацелено на то, чтобы не причинять вреда окружающей среде в течение съёмки. Выдержка из публикации BBC Ariel: «От многоразовых бутылок, наполненных водой из-под крана, до написания сценария на обеих сторонах листа, Дворняги нацелены на то, чтобы быть самым дружелюбным по отношению к природе шоу на BBC». Команда съёмочной группы также использовала многоразовые столовые приборы, сокращала привезённые товары для съёмок до одного штрих-кода, заменяла обычные лампы накаливания флуоресцентными (что позволило экономить на электричестве по 500 фунтов стерлингов в неделю).

## Отмена шоу
18 января 2012 года Тетселл сообщил в твиттере о закрытии шоу Дворняги, написав: «нас всех уволили».
Миллер затем опубликовал другое сообщение:

«Дорогие любители Дворняг, моя непростая задача сообщить вам, что у сериала не будет третьего сезона на BBC Three, решение было принято на основание того, что, очевидно, нужно больше чем два человека, смотрящих сериал, чтобы он стал успешным. Бред. Я хотел бы воспользоваться этой возможностью и поблагодарить всех на BBC Comedy, BBC Three и BBC Worldwide, кто поддерживал нас все эти годы и помог продвинуть наше глупое кукольное шоу на телеэкраны страны. Я также хотел бы от всего сердца поблагодарить всех сценаристов, актёров, весь состав и команду поддержки, которые сделали невероятную работу с огромным энтузиазмом. Эта новость никак не отражает вашу прекрасную работу. Больше всего я хотел бы поблагодарить тех, кто любил смотреть Дворняг так же, как мы любили их снимать. Прекрасно осознавать то, что мы всё-таки не были чокнутыми и то, что казалось нам смешным, было смешным для других. Хотелось бы верить, что есть где-то немного места на телевидении, куда могло бы поместиться наше небольшое шоу; которое не было очередным ситкомом, которое пыталось отличаться от других и которое пытается пройти через множество препятствий. Кто знает, может мы и найдём такое место в будущем. Надеюсь там будет мини-бар. Спасибо за просмотр. Вам двоим.»

## Принятие публикой
Дворняги получали смешанные отзывы, говоря о его качестве как непостоянном, например, как от рецензента tvBite, который говорил о шоу как «и хит, и нет», но также, что «моменты без шуток также написаны блестяще» и что все усилия направлены на то, чтоб шоу было смешным. Джейн Саймон написал в газете Daily Mirror: «Шоу довольно смешное, но некоторые шутки о [Шипман, Гарольд|[Гарольде Шипмане]] заставляют воспринимать шоу по-другому. Возможно, возрастная группа BBC3 нацелена на то, чтобы считать, что шутить можно над всем». Том Сатклифф из газеты The Independent написал: «В этом сериале есть свои смешные моменты, поскольку сценарий писался не ради создания глупого эффекта, но этот ситком не совсем для взрослых, как он о себе говорит». Сэм Волластон из The Guardian был в основном позитивен по отношению к сериалу, сказав, что основная причина смеха, как он сам думает, в том, что показываются «плюшевые игрушки" […] ты слышишь вещи, которые не ожидаешь услышать от плюшевых игрушек. Такие как: «Ну ты и хрен собачий».

### Награды и номинации
Дворняги выиграли премию Royal Television Society Искусства и Дизайна в 2009—2010 в номинации «Развлечения без драмы», под руководством продюсера Саймона Роджерса. Сериал также был номинирован на награду за «Режиссуру фильмов — Развлечения и Ситуационная Комедия» под руководством редактора Найджела Вильямса, но в итоге проиграла сериалу Pete versus Life.
В 2011 году Браун выиграл награду BAFTA Craft Award за «Пробивающийся Талант». Сериал был номинирован на премию Ursa Major Award за «Лучшее Короткое Антропоморфное Драматическое Кино или Сериал» в 2010 (1 сезон) и в 2011 (2 сезон).
В 2012 году Энди Хит и Йестин Эванс получили награду Королевского телевизионного общества за производство и дизайн за спецэффекты во втором сезоне, опередив «Аббатство Даунтон» и «Большие надежды».

## Появление в других передачах
13 августа 2011 года актёры Дворняг приняли участие в первом Променадном концерте, на котором они выступили с песней «Middle Class is Magical» из седьмого эпизода первого сезона. Представление транслировалось в прямом эфире на BBC Radio 3, и позже вышло в эфир на BBC Two 27 августа 2011 года.

## Обвинение в плагиате
Дворняги навлекли на себя гнев продюсерской компании Fit2Fill, указавшей BBC на копирование сериала Pets на BBC Channel 4. Fit2Fill сообщила о получении около 30 писем, говорящих о том, что сериалы похожи, и что они когда-то подкинули идею тогдашнему руководителю BBC Марку Фрилэнду, который в свою очередь являлся исполнительным продюсером у Дворняг.
Продюсер Pets Эндрю Бэрклей сказал: "Мы проверили сегодня веб-сайт Дворняг и удостоверились, что были наняты те же кукольники и кукловоды, что и в сериале Pets. Мы также заметили, что исполнительный продюсер у них — Марк Фрилэнд, кому мы когда-то рассказывали о дальнейших сериях Pets.
Соавтор и сопродюсер Pets Брайан Вест выложил пост, где высказал своё мнение о Дворнягах. После этого состоялся телефонный разговор между Вестом и Маккрамом, где Маккрам заявил, что никто из сотрудников BBC не смотрел сериал Pets до или во время создания Дворняг. На это Вест ответил: «Из сказанного мы можем считать, что все совпадения на 100 % случайны.» Вест оставил людям самим судить, скопирован сериал Pets или нет.

После, Энди Хит, создававший куклы для двух сериалов Дворняги и Pets написал в том же блоге, что он встретил Адама Миллера в 2002 году после того, как уже закончил работать над Pets в 2000 году, чтобы приступить к Ripley and Scuff. А затем уже Миллер в 2004 году приступил к созданию Дворняг. Хит продолжил:
«Pets есть Pets. Дворняги есть Дворняги. Как зритель, Вы можете сидеть и говорить, насколько они похожи, но в чём тогда смысл делать новые шоу, если небольшая схожесть (куклы и животные) могут быть расценены как воровство. Я удивлён, что хотя бы Бэзил Браш не позвонил, ведь он же лис, а это копирование, так ведь? Да, я работал на двоих и знаю, откуда они оба. Две непохожие друг на друга идеи»

## Товары
Первый сезон Дворняг был выпущен на DVD (регион 2 и 4) и на Blu-ray дисках (вне регионов) 16 августа 2010 года. DVD и Blu-ray диски дополнялись не выпущенным пилотным выпуском. Запланированный выпуск второго сезона был отменён,. Выпуск на DVD был перенесён на октябрь 2012 года. Второй сезон стал доступен на DVD 8 октября в Великобритании. Версия второго сезона на Blue-ray скоро должна стать доступна. Оба сезона сейчас доступны на iTunes, Netflix, Hulu Plus и Кинопоиск HD.